# Antinephele anomala
Antinephele maculifera là một loài bướm đêm thuộc họ Sphingidae. Nó được miêu tả bởi Holland năm 1889, và được tìm thấy ở Sierra Leone to the Cộng hòa Dân chủ Congo và Uganda. Nó cũng được tìm thấy ở Kenya, Malawi, Tanzania và Zimbabwe. Nó được biết đến từ rừng và khu vực có cây gỗ.
Chiều dài cánh trước là 22–24 mm. 